# マルクス・コルネリウス・ケテグス (紀元前160年の執政官)
マルクス・コルネリウス・ケテグス（Marcus Cornelius Cethegus、生没年不明）は、紀元前2世紀初頭の共和政ローマの政治家・軍人。紀元前160年にコンスル（執政官）を務めた。執政官時代にポンプティナ湿原の干拓を行った。

## 出自
ケテグスはエトルリアに起源を持つパトリキ（貴族）であるコルネリウス氏族の出身であるが、コルネリウス氏族はローマでの最も強力で多くの枝族を持つ氏族でもあった。ケテグスのコグノーメン（第三名、家族名）を持つ人物としてはマルクス・コルネリウス・ケテグスが記録に現れる最初の人物である。コルネリウス・ケテグス家の系譜はあまりよく分かっていない。
カピトリヌスのファスティによれば、ケテグスの父も祖父もプラエノーメン（第一名、個人名）はガイウスである。本記事のケテグスと他のケテグス家の人物との関係は不明である。

## 経歴
ウィッリウス法（Lex Villia Annalis）により執政官就任年齢は42歳以上と定められていたことから、ケテグスが生まれたのは紀元前203年以前である。実際に資料に登場するのは紀元前171年のことで、執政官ガイウス・カッシウス・ロンギヌスに対して元老院から派遣された3人のレガトゥス（伝令使）の一人に任命されている。ロンギヌスはマケドニア王ペルセウスと戦うため、勝手に管轄地であるガリア・キサルピナからマケドニアに移動した。ケテグスと他の2人のレガトゥス、プブリウス・マルキウス・レクスとマルクス・フルウィウス（フラックスまたはノビリオル）と共にイリュリアでロンギヌスに追いついた。そこで「元老院の決定がある場合を除き、いかなる戦争も初めてはならない」を伝えた。ロンギヌスは命令に従って軍を撤退させるほかなかった。
紀元前169年には、植民都市建設を監督する3人委員会に選ばれた。他の2人はティトゥス・アンイウス・ルスクスとプブリウス・デキムス・スベロンである。この3人の任務は、ウェネティ族の土地に紀元前181年に建設されたアクイレイアに、ローマから1500家族を移住させることであった。
ウィッリウス法で法務官就任から執政官就任まで最低3年を開けることが規定されていることから、ケテグスは遅くとも紀元前163年にはプラエトル（法務官）に就任したはずである。紀元前160年、ケテグスは執政官に就任する。同僚のプレブス（平民）執政官はルキウス・アニキウス・ガッルスであった。くじ引きの結果、ケテグスはラティウム南部のポンプティナ湿原の干拓を行うこととなった。彼はこれを実現し、この地域は農業に適したものに改良された。
その後のケテグスに関しては不明である。

### 古代の資料
- カピトリヌスのファスティ
- ティトゥス・リウィウス『ローマ建国史』

### 研究書
- Bobrovnikova T. Scipio African. - M .: Young Guard, 2009 .-- 384 p. - ISBN 978-5-235-03238-5 .
- Broughton R. Magistrates of the Roman Republic. - New York, 1951. - Vol. I. - P. 600.
- Drumann W. Geschichte Roms in seinem Übergange von der republikanischen zur monarchischen Verfassung oder Pompeius, Caesar, Cicero und ihre Zeitgenossen. Hildesheim, 1964. Bd. 2, p. 475.
- Haywood R. Studies on Scipio Africanus. - Baltimore, 1933.
- Münzer F. Cornelius 83ff // Paulys Realencyclopädie der classischen Altertumswissenschaft . - 1900. - T. VII . - S. 1276-1277 .
- Münzer F. Cornelius 93 // Paulys Realencyclopädie der classischen Altertumswissenschaft . - 1900. - T. VII . - S. 1280 .